# 顔のない裸体たち
『顔のない裸体たち』（かおのないらたいたち）は、平野啓一郎による中編小説である。
文芸誌『新潮』の2005年12月号に掲載され、翌年2006年3月に刊行された。『日蝕』や『一月物語』など重い文章が顕著な平野の小説の中でも、平易な文章や作品自体の尺において、読みやすいと評される。

## 登場人物
- 吉田希美子
- 片原盈